# Liste der Künstler in der Künstlerkolonie Dötlingen
Die Liste der Künstler in der Künstlerkolonie Dötlingen führt in einer sortierbaren Liste die Künstlerinnen und Künstler auf, die in der Künstlerkolonie Dötlingen, einer Künstlerkolonie in der Gemeinde Dötlingen im heutigen niedersächsischen Landkreis Oldenburg, gewirkt haben.
| Name                              | Bild           | Geburtsjahr | Todesjahr | Geburtsort                                                                     | Sterbeort                    | Weitere Informationen                                                                         |
| --------------------------------- | -------------- | ----------- | --------- | ------------------------------------------------------------------------------ | ---------------------------- | --------------------------------------------------------------------------------------------- |
| Heinrich Th. Ackermann            | weitere Bilder | 1879        | 1937      | Hötzelroda                                                                     | Bremen                       | siehe auch Künstlerkolonie Dötlingen#Heinrich Th. Ackermann                                   |
| Christian Arnold                  |                | 1889        | 1960      | Fürth                                                                          | Bremen                       | siehe auch Christian Arnold (1889 - 1960) auf kuenstlerkolonie-doetlingen.de                  |
| Heinz Baden                       | weitere Bilder | 1887        | 1954      | Bremen                                                                         | Bremen-St. Magnus            | siehe auch Heinz Baden (1887 - 1954) auf kuenstlerkolonie-doetlingen.de                       |
| Gerhard Bakenhus                  | weitere Bilder | 1860        | 1939      | Großenmeer                                                                     | Kreyenbrück                  | siehe auch Gerhard Bakenhus (1860 - 1939) auf kuenstlerkolonie-doetlingen.de                  |
| Carl Berndt                       | weitere Bilder | 1878        | 1950      |                                                                                |                              | siehe auch Carl Berndt (1878 - 1950) auf kuenstlerkolonie-doetlingen.de                       |
| Fritz Cobet                       | weitere Bilder | 1885        | 1963      | Lippstadt                                                                      | Bremen                       | siehe auch Fritz Cobet (1885 - 1963) auf kuenstlerkolonie-doetlingen.de                       |
| Karl Dehmann                      |                | 1886        | 1974      | Hamburg                                                                        | New York City                | siehe auch Karl Dehmann (1886 - 1974) auf kuenstlerkolonie-doetlingen.de                      |
| Hermann Dick                      | weitere Bilder | 1875        | 1958      | Düsseldorf                                                                     | Ahrhütte                     | siehe auch Künstlerkolonie Dötlingen#Hermann Dick                                             |
| Karl Dieckmann                    |                | 1890        | 1980      | Bremen                                                                         |                              | siehe auch Künstlerkolonie Dötlingen#Karl Dieckmann                                           |
| Lotte Dieckmann                   |                | 1894        | 1945      |                                                                                |                              | siehe auch Künstlerkolonie Dötlingen#Lotte Dieckmann                                          |
| Louise Droste-Roggemann           | weitere Bilder | 1865        | 1945      | Bad Zwischenahn                                                                | Bad Zwischenahn              | siehe auch Louise Droste - Roggemann (1865 - 1945) auf kuenstlerkolonie-doetlingen.de         |
| Toni Elster                       | weitere Bilder | 1861        | 1948      | Bremen                                                                         | München                      | siehe auch Künstlerkolonie Dötlingen#Toni Elster                                              |
| Anna Feldhusen                    | weitere Bilder | 1867        | 1951      | Bremen                                                                         | Bremen                       | siehe auch Anna Feldhusen (1867 - 1951) auf kuenstlerkolonie-doetlingen.de                    |
| Ludwig Fischbeck                  |                | 1866        | 1954      | Oldenburg                                                                      | Hohenböken                   | siehe auch Ludwig Fischbeck (1866 - 1954) auf kuenstlerkolonie-doetlingen.de                  |
| Arthur Fitger                     | weitere Bilder | 1840        | 1909      | Delmenhorst                                                                    | Bremen                       | siehe auch Arthur Fitger (1840 - 1909) auf kuenstlerkolonie-doetlingen.de                     |
| Gretchen Francksen (geb. Brunken) |                | 1886        | 1975      |                                                                                |                              | siehe auch Künstlerkolonie Dötlingen#Gretchen Francksen                                       |
| Richard Gessner                   |                | 1894        | 1989      | Augsburg                                                                       | Düsseldorf                   | siehe auch Richard Gessner (1894 - 1989) auf kuenstlerkolonie-doetlingen.de                   |
| Werner Gilles                     |                | 1894        | 1961      | Rheydt/Rheinland (heute: Mönchengladbach)                                      | Essen                        | siehe auch Werner Gilles (1894 - 1961) auf kuenstlerkolonie-doetlingen.de                     |
| Franz van der Glas                |                | 1878        | 1964      |                                                                                | Lilienthal                   | siehe auch Franz van der Glas (1878 - 1964) auf kuenstlerkolonie-doetlingen.de                |
| Jean Baptist Hermann Hundt        |                | 1894        | 1974      | Mülheim an der Ruhr                                                            | Plettenberg                  | siehe auch Hermann Baptist Hundt (1894 - 1974) auf kuenstlerkolonie-doetlingen.de             |
| August Kaufhold                   |                | 1884        | 1955      | Bremen                                                                         | Dötlingen                    | siehe auch August Kaufhold (1884 - 1955) auf kuenstlerkolonie-doetlingen.de                   |
| Anna List                         |                | 1868        | 1948      | Hagen                                                                          |                              | siehe auch Künstlerkolonie Dötlingen#Anna List                                                |
| Carl Lohse                        | weitere Bilder | 1895        | 1965      | Hamburg                                                                        | Bischofswerda                | siehe auch Carl Lohse (1895 - 1965) auf kuenstlerkolonie-doetlingen.de                        |
| Paul Müller-Kaempff               | weitere Bilder | 1861        | 1941      | Oldenburg                                                                      | Berlin                       | siehe auch Paul Müller-Kaempff (1861 - 1941) auf kuenstlerkolonie-doetlingen.de               |
| Georg Müller vom Siel             | weitere Bilder | 1865        | 1939      | Großensiel, Gemeinde Abbehausen in Butjadingen (heutzutage Gemeinde Nordenham) | Wehnen (Bad Zwischenahn)     | siehe auch Georg Müller vom Siel (1865 - 1939) auf kuenstlerkolonie-doetlingen.de             |
| Otto Pankok                       | weitere Bilder | 1893        | 1966      | Mülheim an der Ruhr                                                            | Wesel                        | siehe auch Otto Pankok (1893 - 1966) auf kuenstlerkolonie-doetlingen.de                       |
| Hedwig Ranafier-Bulling           |                | 1882        | 1961      |                                                                                |                              | siehe auch Hedwig Ranafier-Bulling (1882 – 1961) auf kuenstlerkolonie-doetlingen.de           |
| Cornelius Rogge (Maler)           |                | 1868        | 1949      |                                                                                |                              | siehe auch Cornelius Rogge (1874 - 1936) auf kuenstlerkolonie-doetlingen.de                   |
| Emy Rogge                         |                | 1866        | 1959      | Schweewarden i. O. (heute Nordenham)                                           | Worpswede                    | siehe auch Emy Rogge (1866 - 1959) auf kuenstlerkolonie-doetlingen.de                         |
| Gertrud Freifrau von Schimmelmann |                | 1875        | 1945      | Magdeburg-Buckau                                                               | Oldenburg                    | siehe auch Gertrud Freifrau von Schimmelmann (1875 - 1945) auf kuenstlerkolonie-doetlingen.de |
| Wilhelm Scholkmann                | weitere Bilder | 1867        | 1944      | Berlin                                                                         | Lüneburg                     | siehe auch Künstlerkolonie Dötlingen#Wilhelm Scholkmann                                       |
| Johann Georg Siehl-Freystett      | weitere Bilder | 1868        | 1919      | Freistett                                                                      | Rüstringen bei Wilhelmshaven | siehe auch Johann Georg Siehl-Freystett (1868 - 1919) auf kuenstlerkolonie-doetlingen.de      |
| Marie Stein-Ranke                 | weitere Bilder | 1873        | 1964      | Oldenburg                                                                      | Nußloch bei Heidelberg       | siehe auch Marie Stein-Ranke (1873 - 1964) auf kuenstlerkolonie-doetlingen.de                 |
| Marie Stumpe                      | weitere Bilder | 1877        | 1946      | Bremen                                                                         | USA                          | siehe auch Marie Stumpe (1877 - 1946) auf kuenstlerkolonie-doetlingen.de                      |
| Bernhard Winter                   | weitere Bilder | 1871        | 1964      | Neuenbrok                                                                      | Oldenburg                    | siehe auch Prof. Bernhard Winter (1871 - 1964) auf kuenstlerkolonie-doetlingen.de             |
| Heinz Witte-Lenoir                | weitere Bilder | 1880        | 1961      | Lintel                                                                         | Hude                         | siehe auch Künstlerkolonie Dötlingen#Heinz Witte-Lenoir                                       |
| Gert Wollheim                     | weitere Bilder | 1894        | 1974      | Loschwitz bei Dresden                                                          | New York                     | siehe auch Gert Heinrich Wollheim (1894 - 1974) auf kuenstlerkolonie-doetlingen.de            |
| Hugo Zieger                       | weitere Bilder | 1864        | 1932      | Koblenz                                                                        | Oldenburg                    | siehe auch Künstlerkolonie Dötlingen#Hugo Zieger                                              |